# Giuseppina Bollani
Giuseppina Bollani (Milano, 1898 – Roma, 14 gennaio 1961) fu la moglie di Giuseppe Saragat prima che egli diventasse Presidente della Repubblica Italiana.

## Biografia

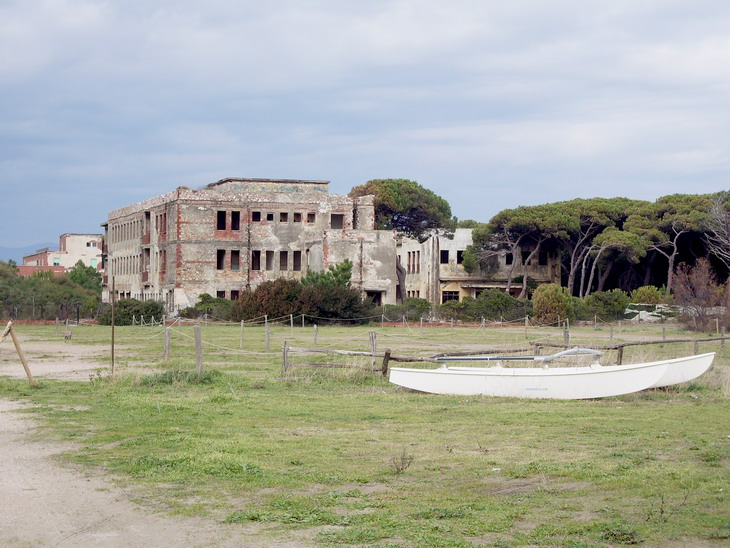
La Colonia marina Giuseppina Saragat a Grosseto

Nacque a Milano nel 1898. Di umili origini, si guadagnava da vivere facendo la sarta.
Giuseppina Bollani sposò Giuseppe Saragat con rito civile il 7 gennaio 1926 e dalla loro unione nacquero due figli: Giovanni (1926-2007) ed Ernestina Saragat (1928). Nello stesso anno, raggiunse suo marito in Austria, dove egli aveva espatriato nel 1926 e con lui vivrà in esilio per diciannove anni anche in Svizzera e Francia.
La loro relazione durò trentacinque anni fino al 1961 quando Giuseppina, nonostante le cure di Luigi Condorelli, il più famoso cardiologo del tempo, morì per una crisi cardiaca. Il decesso avvenne quattro anni prima che Giuseppe diventasse il quinto Presidente della Repubblica. Venne sepolta nel Cimitero del Verano di Roma. Per alcuni mesi Saragat rimase profondamente sconvolto e circolò la voce, da lui stesso smentita, secondo la quale si sarebbe convertito al cattolicesimo.
A lei sono state dedicate la colonia costruita negli anni cinquanta a Grosseto, in Toscana e la fondazione di Roma inaugurata negli anni sessanta.